# Joe Madureira
Joe Madureira (frequentemente chamado de Joe Mad), é um escritor/desenhista de banda desenhada e desenvolvedor de jogos, mais conhecido por seu trabalho na Marvel Comics em: Uncanny X-Men e sua criação Battle Chasers.
O estilo de Madureira combina influências dos comics e aspectos do mangá japonês.

## Carreira
Aos 16 anos, ainda no ensino médio, Madureira começou na Marvel Comics, como estagiário, a trabalhar para o editor Danny Fingeroth. Seu primeiro trabalho publicado foi uma história de oito páginas para a série de antologia da Marvel Comics Presents, estrelando Northstar. Ele se tornou o desenhista regular em Uncanny X-Men, em 1994, ilustrando parcelas desse livro no enredo da Era do Apocalipse.
Ele deixou Uncanny X-Men, em 1997, para trabalhar em sua própria série de espada e feitiçaria REDIRECT Battle Chasers para o selo Wildstorm Comics, do criador de propriedade Cliffhanger (antes de ser vendido para a DC Comics).
Madureira produziu um total de nove edições em quatro anos (a publicação de dois a três por ano), a um ritmo pelo qual foi criticado. Ele cancelou Chasers batalha # 10, e colocou a série em hiato indefinido após a formação de uma empresa de desenvolvimento de jogo chamado Tri-Lunar com Tim Donley e Peterson Greg.
Em Tri-Lunar, ele criou a arte do conceito de um jogo chamado Dragonkind, que foi cancelada quando Tri-Lunar saiu do negócio. Ele então passou a trabalhar para a Realm Interactive, uma outra companhia start-up, emTrade Wars: Dark Millennium. Quando Realm Interactive foi adquirida pela NCsoft, ele continuou a contribuir para o jogo como ele evoluiu paraExarca, e acabou por ser lançado comoDungeon Runners.
Madureira voltou para a indústria de quadrinhos como o artista da Marvel emThe Ultimates 3, com o escritor Jeph Loeb.A segunda edição foi publicada em janeiro de 2008, a terceira edição lançada em 20 de fevereiro de 2008. Ultimates 3 # 4 saiu em 25 de junho de 2008.
Em julho de 2007, Darksiders da Vigil Games foi anunciado, cujo Joe Madureira foi diretor de criação. Segue a história de War, um dos Quatro Cavaleiros do Apocalipse, em sua busca para descobrir quem prematuramente desencadeou o Apocalipse. Ele foi lançado para Xbox 360 e PlayStation 3 em 5 de janeiro de 2010.
Madureira também fez a capa para  Marvel Capcom Super Heroes para  Sega Saturn e PlayStation da Sony, e do jogo da Sony PlayStation: Gekido: Urban Fighters.
Em 13 de junho 2011, foi anunciado no blog Marvel.com ao vivo que ele estaria cuidando dos serviços de arte em uma nova série escrita por Zeb Wells intitulada Avenging Spider-Man
Em Agosto de 2012 foi lançado a continuação da franquia Darksiders. Em Darksiders 2 o protagonista utiliza do personagem Death, um dos quatro cavaleiros do apocalipse, para continuar a investigação presente no primeiro jogo além de tentar ressuscitar a raça humana após os acontecimentos do primeiro jogo. Também lançado para Xbox 360, PlayStation 3 e PC.

## Vida pessoal
Madureira tem uma filha, nascida em 2007.